# Capri I
M/Y Capri I är en superyacht tillverkad av Lürssen i Tyskland. Den levererades 2003. Vilka som har ägt superyachten genom åren är ej känt förutom att den köptes 2010 av den brittiske entreprenören John Caudwell för omkring 30 miljoner dollar. Sex år senare rapporterade nyhetsmedia om en försäljning av superyachten utan att nämna Caudwells namn.
Capri I designades både exteriört och interiört av Glade Johnson Design. Superyachten är 58,5–58,6 meter lång och har en kapacitet för tolv passagerare fördelat på sex hytter. Den har också en besättning på 15 besättningsmän.